# PocketBook 740 Color
PocketBook 740 COLOR  — електронна книга, розроблена компанією PocketBook.
Прийшов на заміну попередньої моделі PocketBook 633 COLOR. В інших країнах ця модель продається під назвою PocketBook InkPad Color.
В України PocketBook 740 COLOR представлений у 2021 році.

## Зовнішній вигляд
Пластиковий корпус PocketBook 740 COLOR має матову поверхню. Задня частина корпусу сірого кольору, спереду велика рамка чорного кольору.
Існує можливість вибору способу керування пристроєм: за допомогою сенсорного екрана, або кнопками керування з нижнього боку.

## Технічні особливості
PocketBook 740 COLOR має такі особливості:
- Екран Kaleido New з поліпшеною якістю передавання кольорових зображень.
- Можливість регулювання кольорової температури відсутня.
- Можливість розширення пам'яті шляхом використання картки до 32 Гб.
- Підтримка USB Type-C з адаптером для переходу на роз'єм 3,5 мм та можливістю підключення до навушників або колонок.
- Наявність Wi-Fi та Bluetooth.
- Можливість переглядання графічних форматів та прослуховування аудіо книг.
- Можливість зміни орієнтації тексту[4].
- Ємність акумулятора у 2900 mAh достатньо для використання пристрою протягом місяця (25 тис. сторінок від одного заряджання)[5].

## Комплектація
Пристрій, адаптер-перехідник на роз'єм 3,5 мм, USB кабель, інструкція, гарантійна документація.